# Lousã e Vilarinho
Lousã e Vilarinho est une paroisse civile portugaise (en portugais : freguesia) de la municipalité de Lousã dans le district et la région de Coimbra. Elle est créée en 2013, par fusion des paroisses de Lousã et Vilarinho.

## Géographie
Lousã e Vilarinho occupe la partie sud de la municipalité de Lousã. Le sud de son territoire est occupé par la Serra da Lousã.
Lousã e Vilarinho est limitrophe des paroisses de Gândaras, Foz de Arouce e Casal de Ermio et Serpins au nord, ainsi que des municipalités de Miranda do Corvo au sud-ouest, Figueiró dos Vinhos au sud, Castanheira de Pera au sud-est et Góis à l’est.
La paroisse voit naître la rivière Arouce, affluent de la Ceira et sous-affluent du Mondego qui s'écoule vers le nord-ouest.

## Histoire
La paroisse est créée par la loi no 11-A/2013 du 28 janvier 2013 portant réorganisation administrative du territoire des freguesias, en fusionnant les paroisses de Lousã et Vilarinho. Son nom officiel est União das Freguesias de Lousã e Vilarinho et son siège est fixé à Lousã.

## Démographie
Lors du recensement de 2021, Lousã e Vilarinho compte 12 921 habitants. C'est alors la paroisse la plus peuplée de la municipalité de Lousã, qui regroupe 17 006 habitants sur 4 paroisses.